# Etheostoma fusiforme
Etheostoma fusiforme är en fiskart som först beskrevs av Charles Frédéric Girard, 1854.  Etheostoma fusiforme ingår i släktet Etheostoma och familjen abborrfiskar. Inga underarter finns listade i Catalogue of Life.